# Jonah Lehrer

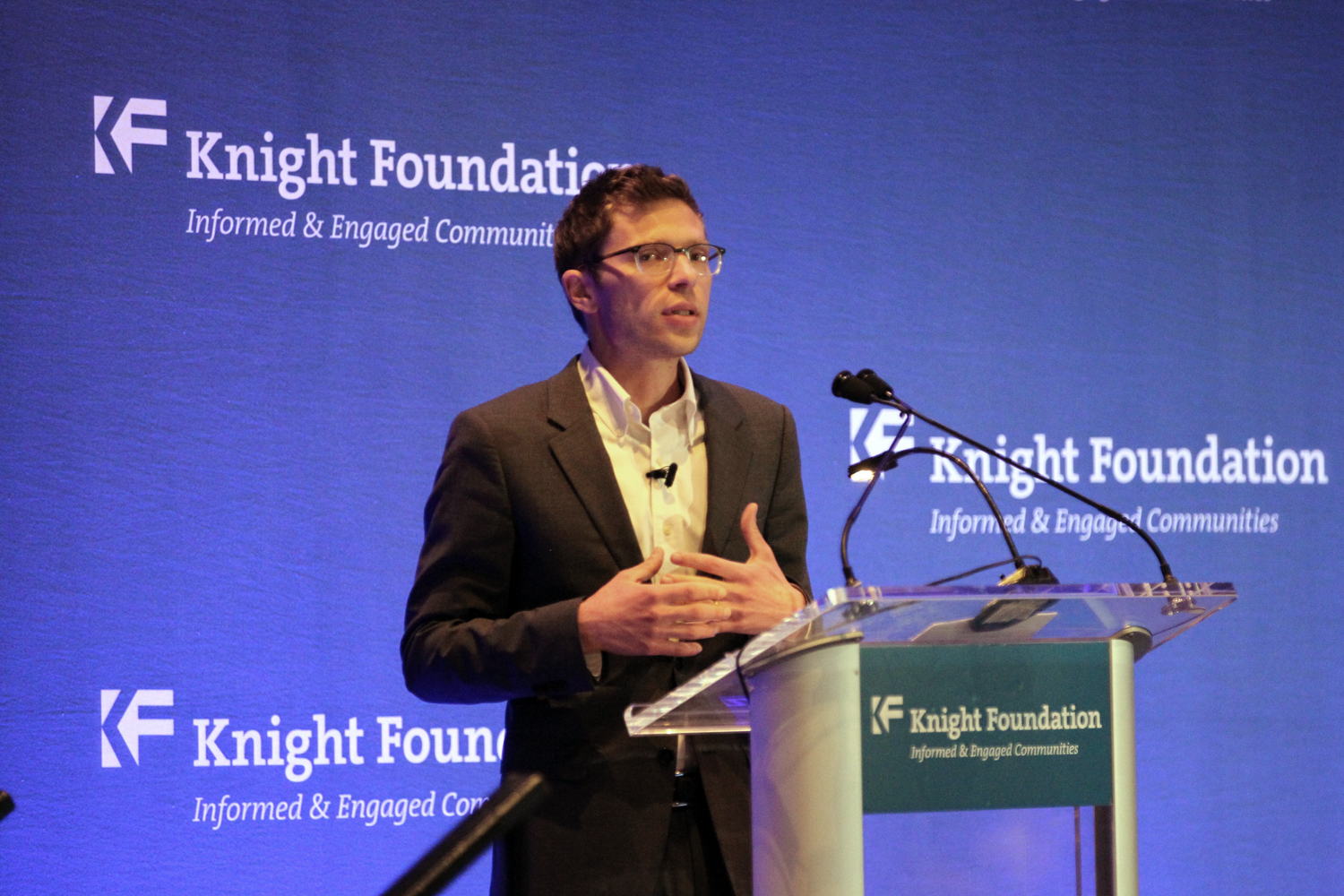

Jonás Richard Lehrer (nacido el 25 de junio de 1981) es un escritor estadounidense, periodista, bloguero y conferenciante que escribe sobre temas relacionados con la psicología, la neurociencia y la relación entre la ciencia y las humanidades. Ha publicado tres libros, dos de los cuales, imaginar y How We Decide, fueron retirados del mercado por los editores por plagio. Este hecho le obligó a renunciaren su puesto en el The New Yorker. Una investigación posterior en Wired.com, donde había trabajado anteriormente, encontró varios casos más de plagio, por lo que fue despedido.

## Vida personal
Jonás Richard Lehrer nació en Los Ángeles, California, en el barrio de Los Feliz. Se graduó de la Universidad de Columbia en 2003 con una licenciatura en neurociencia; donde examinó el proceso biológico de la memoria en el laboratorio del premio Nobel Eric Kandel. También fue editor de la Columbia Revisión por espacio dos años. Estudió literatura del siglo XX y filosofía en la Universidad de Oxford como una beca Rhodes. Es editor colaborador de la revista Scientific American Mind, Radiolab sindicado por la Radio Pública Nacional, y ha escrito para The New Yorker, Wired, Grantland y The Washington post, The Wall Street Journal, y The Boston Globe. He is a contributing editor at Scientific American Mind,  Radiolab syndicated by National Public Radio, and has written for The New Yorker, Wired, Grantland, Nature, Seed, The Washington Post, The Wall Street Journal, and The Boston Globe.

## Escándalo de plagio
En 2012, se informó de que Lehrer tenía varias entradas de su blog con citas plagiadas de otras obras que había presentado a The New Yorker. Cinco de estas publicaciones de su propio blog aparecían en el sitio web del New Yorker, por lo que tuvo que dimitir el 30 de julio de 2012."